# Pawl (constructor)
 Pawl  va ser un constructor estatunidenc de cotxes de competició.
Pawl va competir al campionat del món de la Fórmula 1 a 3 temporades, les dels anys 1951, 1954 i 1955.
Va disputar només la cursa del Gran Premi d'Indianapolis 500, no competint a cap més prova del campionat del món de la F1.

## Resultats a la F1
| Temporada | Pilot        | Classificació | Punts | Retirada | Resultats |
| --------- | ------------ | ------------- | ----- | -------- | --------- |
| 1951      | Jimmy Davies | Ret           |       | Eix      | Resultats |
| 1954      | Rodger Ward  | Ret           |       | Retirat  | Resultats |
| 1955      | Eddie Russo  | Ret           |       | Encesa   | Resultats |